# Monte Chersogno
Monte Chersogno – szczyt w Alpach Kotyjskich, części Alp Zachodnich. Leży w północno-zachodnich Włoszech w regionie Piemont, blisko granicy z Francją. Szczyt można zdobyć z miejscowości Prazzo w dolinie Valle Maira.